# The Brawler
Pour plus de détails, voir Fiche technique et Distribution.
The Brawler (Mukkabaaz) est un film indien réalisé par Anurag Kashyap, sorti en 2017.

## Fiche technique
- Titre original : Mukkabaaz
- Titre français : The Brawler
- Réalisation : Anurag Kashyap
- Scénario : Anurag Kashyap, Vineet Kumar Singh, Mukti Singh Srinet, K.D. Satyam, Prasoon Mishra et Ranjan Chandel
- Direction artistique : Madhura Gokarn
- Costumes : Kirti Kolwankar et Maria Tharakan
- Photographie : Jayesh Nair, Jay I. Patel, Shanker Raman et Rajeev Ravi
- Montage : Aarti Bajaj et Ankit Bidyadhar
- Musique : Prashant Pillai
- Pays d'origine : Inde
- Format : Couleurs - 35 mm
- Genre : action, drame
- Durée : 154 minutes
- Dates de sortie :
  -  Canada : 9 septembre 2017 (Festival international du film de Toronto 2017)
  -  Inde : 12 janvier 2018

## Distinction

### Sélection
- Festival international du film de Toronto 2017 : sélection en section Special Presentations.